# Edgewood (Iowa)
Edgewood is een plaats (city) in de Amerikaanse staat Iowa, en valt bestuurlijk gezien onder Clayton County en Delaware County.

## Demografie
Bij de volkstelling in 2000 werd het aantal inwoners vastgesteld op 923. In 2006 is het aantal inwoners door het United States Census Bureau geschat op 903, een daling van 20 (-2,2%).

## Geografie
Volgens het United States Census Bureau beslaat de plaats een oppervlakte van 2,2 km², geheel bestaande uit land. Edgewood ligt op ongeveer 338 m boven zeeniveau.

## Geboren
- Henry Otley Beyer (1883), antropoloog

## Plaatsen in de nabije omgeving
De onderstaande figuur toont nabijgelegen plaatsen in een straal van 16 km rond Edgewood.